# Kullasjön, Nyland

Kullasjön (Finska: Kullaanjärvi) är en insjö i kommunen Raseborgs stad i landskapet Nyland i Finland. Sjön ligger 30,7 meter över havet. Den är 22,8 meter djup. Arean är 2,4 kvadratkilometer och strandlinjen är 22,08 kilometer lång. Sjön  ingår i Skärgårdshavets kustområde, Åland. 
Sjöns största källflöde är Valkjärvibäcken och utflöde är Vargströmmen. Utloppet ringlar sig sedan vidare genom små åar och små insjöar till Pojoviken. Vid sjön ligger ett idrottsinstitut, Kisakeskus Före kommunsammanslagningen som ägde rum mellan Ekenäs stad och Pojo kommun vid årsskiftet 2008/2009 gick kommungränsen mellan dem genom Kullasjön
I sjön finns öarna Långholmen, Måsholmen, Persböleholmen och Kullaholmen.